# Eccellenza 2019-2020
L'Eccellenza 2019-2020 è il quinto livello del campionato italiano di calcio per la stagione 2019-2020 ed il primo a livello regionale. È costituito da 28 gironi gestiti direttamente dai Comitati Regionali della Lega Nazionale Dilettanti.

## Campionati
- Eccellenza Abruzzo 2019-2020
- Eccellenza Basilicata 2019-2020
- Eccellenza Calabria 2019-2020
- Eccellenza Campania 2019-2020
- Eccellenza Emilia-Romagna 2019-2020
- Eccellenza Friuli-Venezia Giulia 2019-2020
- Eccellenza Lazio 2019-2020
- Eccellenza Liguria 2019-2020
- Eccellenza Lombardia 2019-2020
- Eccellenza Marche 2019-2020
- Eccellenza Molise 2019-2020
- Eccellenza Piemonte-Valle d'Aosta 2019-2020
- Eccellenza Puglia 2019-2020
- Eccellenza Sardegna 2019-2020
- Eccellenza Sicilia 2019-2020
- Eccellenza Toscana 2019-2020
- Eccellenza Trentino-Alto Adige 2019-2020
- Eccellenza Umbria 2019-2020
- Eccellenza Veneto 2019-2020

## Quadro riepilogativo nazionale
| Regione/girone          | N. squadre | 1ª classificata e promossa in Serie D | Altre promozioni in Serie D | Vincente Coppa                |
| ----------------------- | ---------- | ------------------------------------- | --------------------------- | ----------------------------- |
| Abruzzo                 | 18         | Castelnuovo Vomano                    |                             | Torrese                       |
| Basilicata              | 16         | Lavello                               | Rotonda                     | Vultur Rionero                |
| Calabria                | 16         | San Luca                              |                             | San Luca                      |
| Campania girone A       | 18         | Afragolese                            | Puteolana                   | Afragolese                    |
| Campania girone B       | 18         | Santa Maria Cilento                   | Puteolana                   | Afragolese                    |
| Emilia-Romagna girone A | 18         | Bagnolese                             | Corticella                  | Virtus Castelfranco           |
| Emilia-Romagna girone B | 18         | Marignanese                           | Corticella                  | Virtus Castelfranco           |
| Friuli-Venezia Giulia   | 16         | Manzanese                             |                             | Manzanese                     |
| Lazio girone A          | 18         | Montespaccato                         |                             | Real Monterotondo Scalo       |
| Lazio girone B          | 18         | Insieme Ausonia                       |                             | Real Monterotondo Scalo       |
| Liguria                 | 16         | Imperia                               | Sestri Levante              | Sestri Levante                |
| Lombardia girone A      | 16         | Busto 81                              | Vis Nova Giussano           | Casatese                      |
| Lombardia girone B      | 16         | Casatese                              | Vis Nova Giussano           | Casatese                      |
| Lombardia girone C      | 16         | Telgate                               | Vis Nova Giussano           | Casatese                      |
| Marche                  | 16         | Castelfidardo                         |                             | Forsempronese                 |
| Molise                  | 16         | Comprensorio Vairano                  | Tre Pini Matese             | Tre Pini Matese               |
| Piemonte girone A       | 16         | PDHAE                                 | Saluzzo                     | Chisola                       |
| Piemonte girone B       | 16         | Derthona                              | Saluzzo                     | Chisola                       |
| Puglia                  | 16         | Molfetta Calcio                       |                             | Corato                        |
| Sardegna                | 16         | Carbonia                              |                             | Carbonia                      |
| Sicilia girone A        | 16         | Dattilo Noir                          | Sant'Agata                  | Giarre                        |
| Sicilia girone B        | 15         | Paternò                               | Sant'Agata                  | Giarre                        |
| Toscana girone A        | 16         | Pro Livorno Sorgenti                  | Sinalunghese                | San Marco Avenza              |
| Toscana girone B        | 16         | Badesse                               | Sinalunghese                | San Marco Avenza              |
| Trentino-Alto Adige     | 16         | Trento                                |                             | Trento                        |
| Umbria                  | 16         | Tiferno Lerchi                        |                             | Tiferno Lerchi                |
| Veneto girone A         | 16         | Sona                                  |                             | Sandonà                       |
| Veneto girone B         | 16         | Union S.Giorgio Sedico                |                             | Sandonà                       |
|                         | Tot.       |                                       |                             | Vincente fase Nazionale Coppa |
| 28 gironi               | 461        |                                       |                             | Non assegnata                 |

## Play-off nazionali
Le gare non sono state disputate a causa della Pandemia di COVID-19 in Italia. La F.I.G.C. ha pertanto diramato un comunicato in cui delibera l'acquisizione del diritto a partecipare al Campionato Nazionale di Serie D 2020-2021 per il Rotonda e il Saluzzo, classificatesi ex aequo al primo posto nelle classifiche cristallizzate rispettivamente del Girone unico di Eccellenza Basilicata e del Girone B di Eccellenza Piemonte-Valle d'Aosta, al momento dell’interruzione definitiva dei campionati.
Per i restanti cinque posti, lo stesso comunicato stila una graduatoria delle rimanenti società seconde classificate e il rispettivo coefficiente della media punti. Le cinque squadre con il punteggio più alto acquisiscono il diritto a partecipare alla Serie D 2020-2021.
Le squadre ammesse di diritto sono:
- Sant'Agata
- Puteolana
- Sestri Levante
- Tre Pini Matese
- Vis Nova Giussano